# Rivers Cuomo
Rivers Cuomo (Manhattan, 13 de junio de 1970) es un músico y multinstrumentista estadounidense, conocido por ser el cantante, guitarrista y compositor de la banda de rock estadounidense Weezer.
Nació en la ciudad de Nueva York y se crio en varias comunidades budistas del noreste de Estados Unidos hasta los diez años, cuando su familia se estableció en Connecticut. Tocó en varias bandas en Connecticut y California antes de formar Weezer en 1992.
Tras el éxito del disco debut de Weezer, The Blue Album (1994), Cuomo se matriculó en la Universidad de Harvard, pero abandonó después de grabar el segundo álbum de la banda, Pinkerton (1996). Más tarde se volvió a inscribir y finalmente se graduó en 2006. Aunque Pinkerton has sido frecuentemente citado entre los mejores álbumes de la década de 1990 y ha sido certificado platino, inicialmente fue un fracaso comercial y de crítica, lo que empujó la composición de Cuomo hacia la música pop rock para su próximo álbum, The Green Album (2001). Weezer ha lanzado varios álbumes desde entonces.
Además de ser el líder de Weezer, Cuomo ha publicado varias compilaciones de demos como solista, entre ellas Alone: The Home Recordings of Rivers Cuomo (2007), Alone II: The Home Recordings of Rivers Cuomo (2008) y Alone III: The Pinkerton Years (2011), y ha publicado miles de grabaciones caseras en su sitio web. Ha lanzado dos álbumes en japonés bajo el nombre de Scott & Rivers, junto al compositor Scott Murphy.

## Primeros años
Rivers Cuomo nació el 13 de junio de 1970 en la ciudad de Nueva York, hijo de Frank Cuomo y Beverly Shoenberger. Su padre era hijo de inmigrantes italianos provenientes de los Abruzos y el Lacio, mientras que su madre era de ascendencia alemana e inglesa.  Frank era un músico que tocó la batería en el álbum de 1971 Odyssey of Iska del saxofonista de jazz Wayne Shorter. Según un relato, la madre de Cuomo lo llamó Rivers («ríos») porque nació entre los ríos Este y Hudson en Manhattan o porque podía escuchar un río fuera de la ventana del hospital. Sin embargo, su padre dijo que Rivers recibió su nombre en honor a tres destacados jugadores de la Copa Mundial de Fútbol de 1970: Roberto Rivellino, Luigi Riva y Gianni Rivera.
Se crio en Rochester, Nueva York, en el Centro Zen de Rochester, hasta que su padre dejó a la familia en 1975. Desde la separación, cuando él tenía cuatro años de edad, iba a ver a su padre solamente tres veces en los siguientes veinte años. Su madre trasladó a la familia a Yogaville, un áshram en Pomfret, Connecticut. Cuomo asistió a la escuela comunitaria de Pomfret y su madre se casó con Stephen Kitts. En 1980, Yogaville se mudó a Virginia. La familia Kitts optó por quedarse en Connecticut y se mudó al área de Storrs/Mansfield. Durante este tiempo, Cuomo asistió a Mansfield Middle School y al Escuela secundaria  E. O. Smith, donde fue miembro del coro y actuó en una producción escolar de Grease como Johnny Casino. También cambió su nombre a Peter Kitts; después de graduarse, volvió a usar su nombre original.

## Inicios artísticos
Comenzó a tocar la guitarra a los trece años de edad, tomando prestada la guitarra de su hermano. Recibió su primera guitarra en su cumpleaños número catorce y las primeras canciones que tocó fueron de Kiss y Judas Priest. Aprendió a tocar «Cold Gin» de Kiss de oído practicándola repatidas veces y a medida que cursó la secundaria perfeccionó su estilo heavy metal. Asistió a programa de verano de cinco semanas para niños de secundaria en Berklee College of Music. Mientras se encontraba en octavo grado, en 1984, formó su primera banda, Fury, que interpretaba únicamente versiones de Kiss. Entre otros integrantes, Fury contaba con su hermano Leaves Cuomo en la guitarra rítmica. La agrupación ensayó durante un par de meses, Cuomo compuso la canción «Fight for Your Right» y se presentaron por primera vez en vivo hacia finales de ese año. «Con mi lógica de catorce años, pensé que podría triunfar como músico tocando canciones de otra persona», recordó Cuomo. Después formó otra agrupación llamada Warlock, que hacia covers de heavy metal de los años 1980, incluyendo Judas Priest, Iron Maiden, Metallica e Yngwie Malmsteen. Posteriormente integró bandas de covers de Metallica y Fates Warning. Durante un tiempo tomó clases de guitarra con Jim Matheos de Fates Warning.

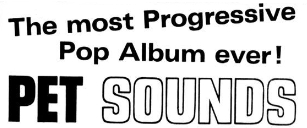
El álbum Pet Sounds de The Beach Boys fue una de las mayores influencias musicales de Cuomo.

En 1985, formó la banda de glam metal Avant Garde, donde se encargaba de la guitarra principal y le resultaba «inconcebible» ser cantante. En 1989, después de tocar en varios espectáculos en Connecticut, Avant Garde se mudó a Los Ángeles y cambió su nombre a Zoom. Los cinco integrantes de la banda compartían un monoambiente y dormían en el piso. Zoom se separó en 1990. El cantante describió su tendencia musical durante esa época como «anti-punk» y «casi exclusivamente metal». Durante ese tiempo asistió brevemente al Guitar Institute of Technology, de donde fue expulsado.
Entre 1990 y 1991 trabajó en Tower Records, donde escuchó «básicamente todo lo que se lanzó en ese momento» y estuvo «expuesto a un montón de música que de otro modo nunca habría escuchado». En Tower Records comenzó a diversificar sus gustos musicales y conoció a Pat Finn, quien lo impulsó a formar una banda junto a Patrick Wilson y Jason Cropper. Con esta formación, Cuomo se alejó de los estilos que había tocado antes y describió el sonido como una mezcla de funk y punk con letras sin sentido y «extraños cambios de métrica y ritmo». La agrupación se presentó en vivo una sola vez y se desintegró. Posteriormente, Cuomo se mudó con Patrick Wilson y su amigo Matt Sharp. A continuación surgió la banda llamada Fuzz, conformada por Cuomo como cantante, Wilson y Scottie Chapman, cuyas composiciones incluyeron la canción «The Answer Man». Después de un par de presentaciones en vivo, Chapman abandonó el grupo, y más tarde Cuomo, Wilson, Finn y Cropper formaron Sixty Wrong Sausages, que después de siete ensayos se presentó en vivo una única vez en el Phoenix Theater de Petaluma, California, el fin de semana de Acción de Gracias de 1991.
Después de la disolución de su última banda, Cuomo se mudó a Santa Mónica y se propuso escribir cincuenta canciones antes de formar otro grupo; simultáneamente, asistió al Santa Monica College. De ese esfuerzo surgieron algunas canciones que iban a formar parte de su repertorio en vivo como «Thief, You’ve Taken All That Was Me», «Lullaby for Wayne», «My Name Is Jonas» y «The World Has Turned and Left Me Here». La primera canción que escribió fue «Undone - The Sweater Song», cuyo riff de guitarra surgió al intentar hacer una canción al estilo Velvet Underground. Utilizando un cartucho de 8 pistas grabó múltiples demos y alrededor de treinta canciones, entre ellas «Undone - The Sweater Song». Las cintas llegaron a manos de Sharp que, entusiasmado con el sonido de «Undone - The Sweater Song» y «The World Has Turned and Left Me Here» se ofreció a ser su bajista. Según Cropper, Cuomo además tuvo un proyecto de música rap llamado Vegeterrorists.

## Weezer
Cuomo formó Weezer el Día de San Valentín de 1992 con el baterista Patrick Wilson, el bajista Matt Sharp y el guitarrista Jason Cropper. «Weezer» fue el apodo que le dio su padre a Cuomo cuando era un niño, por uno de los personajes de la serie The Little Rascals llamado Wheezer. En los primeros meses de existencia de Weezer, también fue roadie de la banda King Size. El primer show en vivo de Weezer tuvo lugar el 19 de marzo de 1992 en un local llamado Raji's, como banda de cierre de Dogstar, y fue presenciado por unas cinco personas —amigos de la banda— que habían permanecido en el sitio después de que la banda principal finalizó su set. Después de presentarse en vivo entre cincuenta y sesenta veces en un período de un año, Weezer firmó con DGC Records, una subsidiaria de Geffen Records, el 25 de junio de 1993. La discográfica les exigió que seleccionaran un productor y, después de considerar varios nombres, Cuomo se decidió por el líder de The Cars, Ric Ocasek, al escuchar la canción «Just What I Needed» en el supermercado. «Sonaba como quería que sonara Weezer. Así era como sonábamos. Entonces pensé: '¡Tenemos que conseguir a ese tipo!'». Cuomo le pidió a Cropper que abandonara la banda durante la grabación y fue reemplazado por Brian Bell. El álbum debut homónimo, comúnmente conocido como The Blue Album, se lanzó el 10 de mayo de 1994 y fue certificado platino el 1 de enero de 1995, con ventas superiores al millón de copias. A pesar de su éxito, el cantante y guitarrista se cansó de la monotonía y la soledad de las giras y desarrolló un «enorme complejo de inferioridad» hacia la música rock, diciendo: «Pensaba que mis canciones eran realmente simplistas y tontas, y quería escribir música compleja, intensa, hermosa».

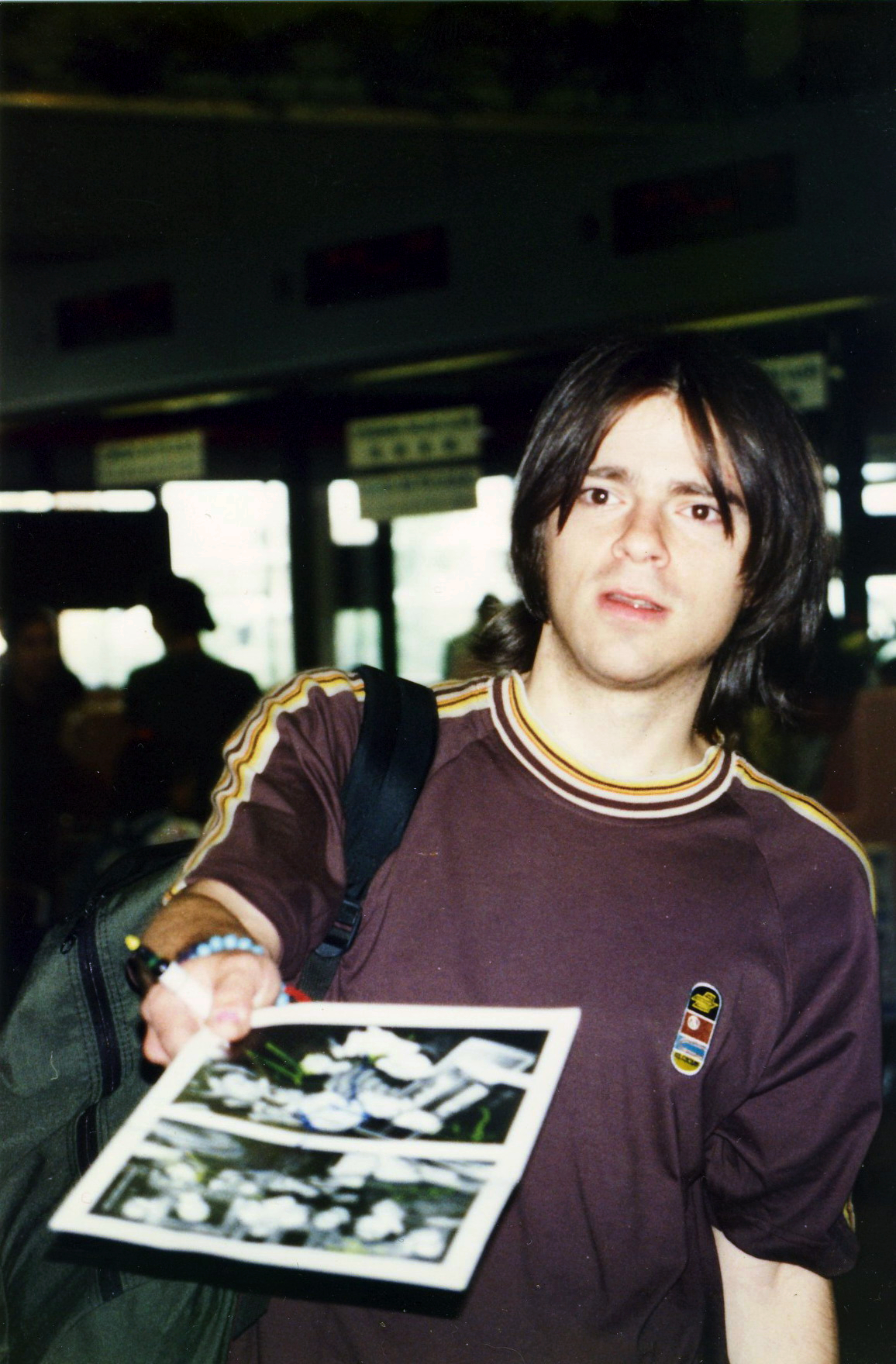
Cuomo en el Aeropuerto Internacional Don Mueang en Bangkok en 1997.

En marzo de 1995, se sometió a una cirugía para extender su pierna izquierda, que era 44 mm más corta que la derecha. Esto implicó la fractura quirúrgica del hueso de la pierna, seguida de meses de uso de un aparato ortopédico de acero y dolorosas sesiones de fisioterapia. El procedimiento afectó su composición, ya que pasaría largos períodos hospitalizado bajo la influencia de analgésicos. A finales de 1995, se matriculó en la Universidad de Harvard para estudiar composición clásica. Declaró a The New York Times: «El único momento en que podía escribir canciones era cuando mi cena congelada estaba en el microondas. El resto del tiempo estaba haciendo la tarea». Hizo una audición para el coro Harvard-Radcliffe Collegium Musicum, pero no fue seleccionado. Durante ese período, se dejó crecer la barba y notó que estudiantes que vestían camisetas de Weezer no lo reconocían. Al darse cuenta de que no disfrutaba de la música clásica contemporánea y de que extrañaba a Weezer, abandonó Harvard dos semestres antes de graduarse.
Cuomo había planeado que el segundo álbum de Weezer fuera una ópera rock, Songs from the Black Hole, pero abandonó el proyecto cuando su composición se volvió «más oscura, más visceral y expuesta, menos divertida». De todas formas, en segundo álbum de Weezer, Pinkerton, lanzado en septiembre de 1996, expresó sus «emociones más profundas y complicadas», y advirtió a los seguidores de la banda que Pinkerton se trataba de su «lado oscuro» y experiencias «bastante desagradables» de sus dos años previos. Con un sonido más oscuro y abrasivo que el álbum debut, Pinkerton fue un fracaso comercial y crítico al momento de su lanzamiento. Después de Pinkerton, Weezer hizo una pausa de tres años. Cuomo se matriculó en Harvard dos veces más y completó un semestre en 1997, mientras tocaba con una nueva banda, Homie, en Boston. En febrero de 1998, disolvió Homie y se mudó a Los Ángeles para trabajar en nuevos demos de Weezer con Bell y Wilson, pero las sesiones fueron improductivas. En 1998 y 1999 vivió en un apartamento debajo de una autopista en Culver City, California. En un ensayo para Harvard, escribió: «Me aislé cada vez más. Desconecté mi teléfono. Pinté las paredes y el techo de mi dormitorio de negro y cubrí las ventanas con aislamiento de fibra de vidrio».
Decepcionado por la recepción de Pinkerton, tenía la intención de volver a escribir canciones más simples con letras menos personales. Afirmó que los álbumes posteriores de Weezer, The Green Album (2001) y Maladroit (2002), no se trataban de él «de forma muy intencionada» ni de lo que estaba pasando en su vida, «al menos de forma consciente». Asimismo desarrolló un mayor aprecio por la música pop, sintiendo que sus múltiples disciplinas —incluidas las letras, la improvisación y la imagen— producen un arte multifacético «que conmueve a la gente y es importante y relevante para nuestra cultura de una manera que la música clásica seria no es correcta actualmente». Su relación con los seguidores de la banda continuó siendo complicada y en una entrevista en abril de 2002 declaró: «Todavía tengo la sensación de que todo el mundo está molesto y frustrado con nosotros porque no sonamos como en 1993». Hacia el comienzo del nuevo milenio, Pinkerton fue revaluado por la crítica y el público, al punto de transformarse en un álbum de culto.
Tras el éxito de «Buddy Holly» y el Blue Album en 1995, la relación de Cuomo con el resto de los integrantes de Weezer se volvió tensa y algunos de ellos solo se hablaban a través del manager. Otros consideraron renunciar o fueron multados por Cuomo por ejecutar su instrumento desafinado. Cuomo tampoco permitió que otros miembros escribieran material para Pinkerton además de él. Asimismo, entre 2001 y 2002, se encargó él mismo de las tareas de manager y representante, y distribuyó Maladroit por la radio e internet sin el consentimiento de la discográfica. Previo a la grabación de Make Believe (2005), el productor Rick Rubin sugirió a la banda —según él, una de las más disfuncionales con los que trabajó— asistir a terapia. Bell afirmó que el terapeuta «siempre se ponía del lado de Rivers» y Wilson definió Weezer como «una banda jodida». Hacia 2003, Cuomo vivía en Hollywood Hills y, en sus palabras, llevaba una «vida de ego y vicio». No obstante, influido por el contenido de un libro de poemas de Hafez de Shiraz, libros de Eckhart Tolle y el Tao Te Ching, vendió su casa y todas sus pertenencias y se mudó a un pequeño apartamento, dedicando sus días a hacer ayuno, trabajos voluntarios y disculparse con las personas que sintió que había dañado. En 2005, Cuomo reflexionó:

Necesitaba dejar de ser esa persona, ¿sabes? No porque estuviera mal sino porque —y me tomó un tiempo darme cuenta de esto— el ego es la mayor amenaza para un compositor. Puede destruirte. Te quita la capacidad de salir de ti mismo, lo cual creo que es importante si quieres hacer música que signifique algo para la gente. Tuve que retirarme a alguna parte. [...] Dejar de ser una estrella de rock fue muy importante para mí. Esa existencia puede terminar por destruirte como compositor.

Para el siguiente álbum autotitulado, conocido como The Red Album (2008), el resto de los integrantes de la banda colaboraró notablemente en la escritura de canciones e incluso intercambiaron instrumentos y cantaron. Cuomo intentó dejar atrás su fórmula de composición habitual para adoptar nuevos métodos, incluida la forma sonata. El 6 de diciembre de 2009, Cuomo estaba en su autobús de gira conduciendo a Boston desde Toronto con su familia y su asistente cuando el autobús chocó contra una carretera helada en Glen, Nueva York, y se estrelló. Sufrió fracturas en las costillas y hemorragia interna. Weezer canceló el resto de las fechas de la gira de 2009, planeando reprogramarlas el año siguiente. Regresaron a los escenarios el 20 de enero de 2010, actuando en la Universidad Estatal de Florida en Tallahassee, Florida. Después de la tibia recepción de Raditude (2009) y Hurley (2010), la banda se reunió con Ric Ocasek —productor de los álbumes Blue y Green— para la producción de su siguiente álbum, Everything Will Be Alright in the End, que se lanzó en 2014. «Puse gran parte de lo más profundo de mi alma en este álbum», dijo Cuomo. Varios críticos musicales consideraron el álbum como un regreso al clásico sonido de Weezer.
Hacia mediados de la década de 2010, Weezer incrementó la frecuencia con la que lanzaba sus nuevos trabajos, y en 2021 habían lanzado cuatro álbumes de estudio en poco más de dos años. El músico explicó en 2019 que los múltiples canales de difusión le permitían realizar y difundir los álbumes rápidamente, y experimentar con sonidos «aleatorios», en una época en la que además «las expectativas son mucho más bajas». En 2023, el propio Cuomo notó que «tal vez hay demasiada cantidad» en su discografía y que las futuras generaciones deberán «centrarse en las mejores cosas».

## Otros proyectos

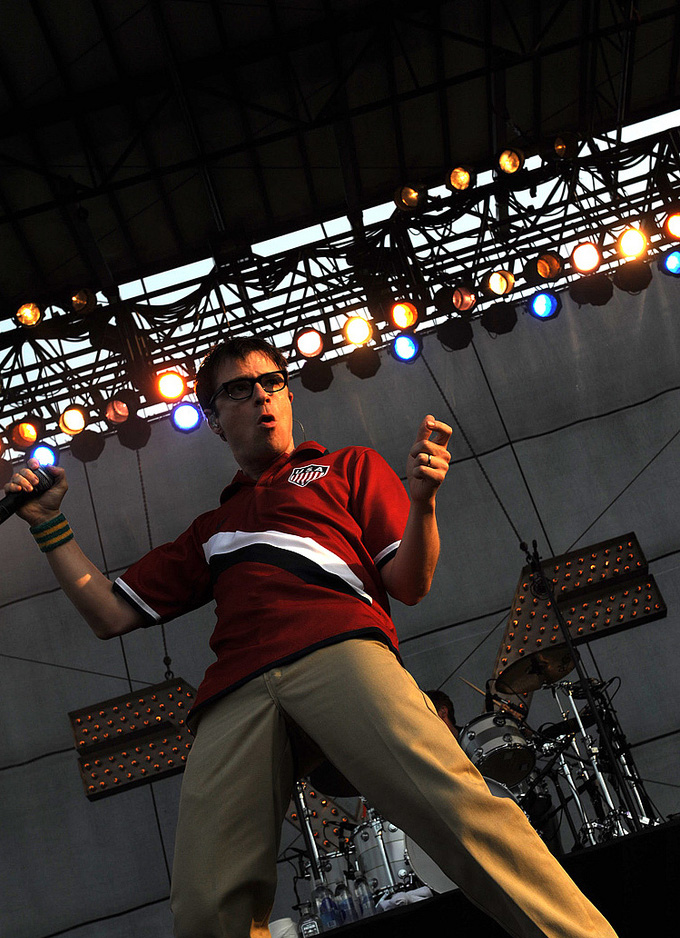
Cuomo en 2009.

Durante la pausa de Weezer después del lanzamiento de Pinkerton, Cuomo formó Homie e interpretó lo que llamó «canciones tontas» para su «banda country». Se planeó un álbum, pero sólo se lanzó una grabación de estudio, una canción titulada «American Girls». Cuomo ha contribuido a grabaciones de otros músicos como Crazy Town, Cold y Mark Ronson. Además fue mánager de la banda AM Radio en 2002 y 2003; él y el líder de la banda, Kevin Ridel, fueron juntos a la escuela.
A principios de 2004, se unió al exbajista de Weezer, Matt Sharp, en el escenario de la Universidad Estatal de California en Fullerton. Trabajaron juntos en un disco en febrero de ese año, pero el material no se editó. En marzo de 2008, comenzó una serie de videos en YouTube en la que escribió una canción en colaboración con los espectadores de YouTube. La canción terminada, «Turning Up the Radio», fue lanzada en 2010 en el álbum recopilatorio de Weezer Death to False Metal.

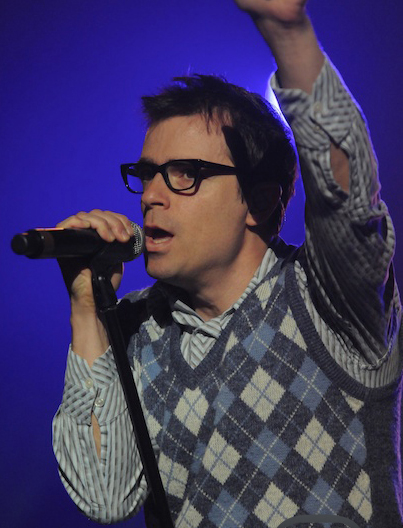
Cuomo en 2010.

En diciembre de 2007, lanzó Alone: The Home Recordings of Rivers Cuomo, una recopilación de sus demos grabados entre 1992 y 2007. Le siguieron Alone II: The Home Recordings of Rivers Cuomo en noviembre de 2008 y Alone III: The Pinkerton Years en noviembre de 2010; este último álbum se vendió exclusivamente con un libro, The Pinkerton Diaries, que recopila los diarios escritos por Cuomo antes del lanzamiento de Pinkerton.
Ha hecho cameos en varios videos musicales, incluido «Murder» de The Crystal Method y  «Cocaine Blues» de The Warlocks. También aparece como invitado en «Boardwalk» de Sugar Ray, el primer sencillo del álbum Music for Cougars. Apareció en la canción «Magic» del álbum debut de B.o.B, lanzado en 2010. En mayo de 2010, el productor y compositor Lucas Secon confirmó que había trabajado recientemente con Cuomo, tanto en un sencillo de Steve Aoki como en «algunas cosas de Weezer».
En 2011, colaboró con la cantante japonesa Hitomi para su primer álbum independiente Spirit, en «Rollin' with da Homies», coescrita por él. También apareció en la canción de Simple Plan «Can't Keep My Hands Off You» y en la canción de Miranda Cosgrove, «High Maintenance». En 2013, lanzó un álbum homónimo en japonés con Scott Murphy bajo el nombre de Scott & Rivers. El álbum debutó en el puesto número uno en las listas alternativas de iTunes Japón y fue lanzado físicamente en Japón y digitalmente en todo el mundo a través de iTunes. En 2015, apareció en la canción «Snowed In» del álbum 2.0 de Big Data. Ese mismo año, produjo un piloto para Fox para una sitcom basada en su vida, DeTour, protagonizada por Ben Aldridge como Cuomo. El proyecto no fue seleccionado.
En 2017, coescribió y apareció en «Sober Up» de AJR. «Sober Up» alcanzó el número uno en Alternative Airplay de Billboard, convirtiéndose en la primera canción de Cuomo como solista en alcanzar el número uno en esas listas. También coescribió la canción «Why Won't You Love Me» en el álbum Youngblood de 2018 de 5 Seconds of Summer. En 2018, ayudó a escribir dos canciones, «Clock Work» y «Dancing Girl», para el álbum Hometown de 2018 de Asian Kung-Fu Generation. También realizó una versión en vivo de «África» de Toto durante el espectáculo de medio tiempo del regreso a casa en Santa Monica College. En 2019, escribió e interpretó «Backflip», el tema principal de la serie de Netflix Green Eggs and Ham. En 2020, publicó más de dos mil demos y grabaciones caseras en su sitio web.
En noviembre de 2022, lanzó una canción en idioma indonesio, «Anak Sekolah», originalmente de la cantante Chrisye. Más tarde, interpretó la canción en vivo con Weezer durante su presentación en SoundrenAline 2022 en Yakarta. Según CNN Indonesia, la idea de versionar la canción surgió del servidor Discord de Cuomo, después de haber preguntado a los fans sobre las canciones en indonesio que podría interpretar para el espectáculo de Weezer en Indonesia.

## Proceso creativo

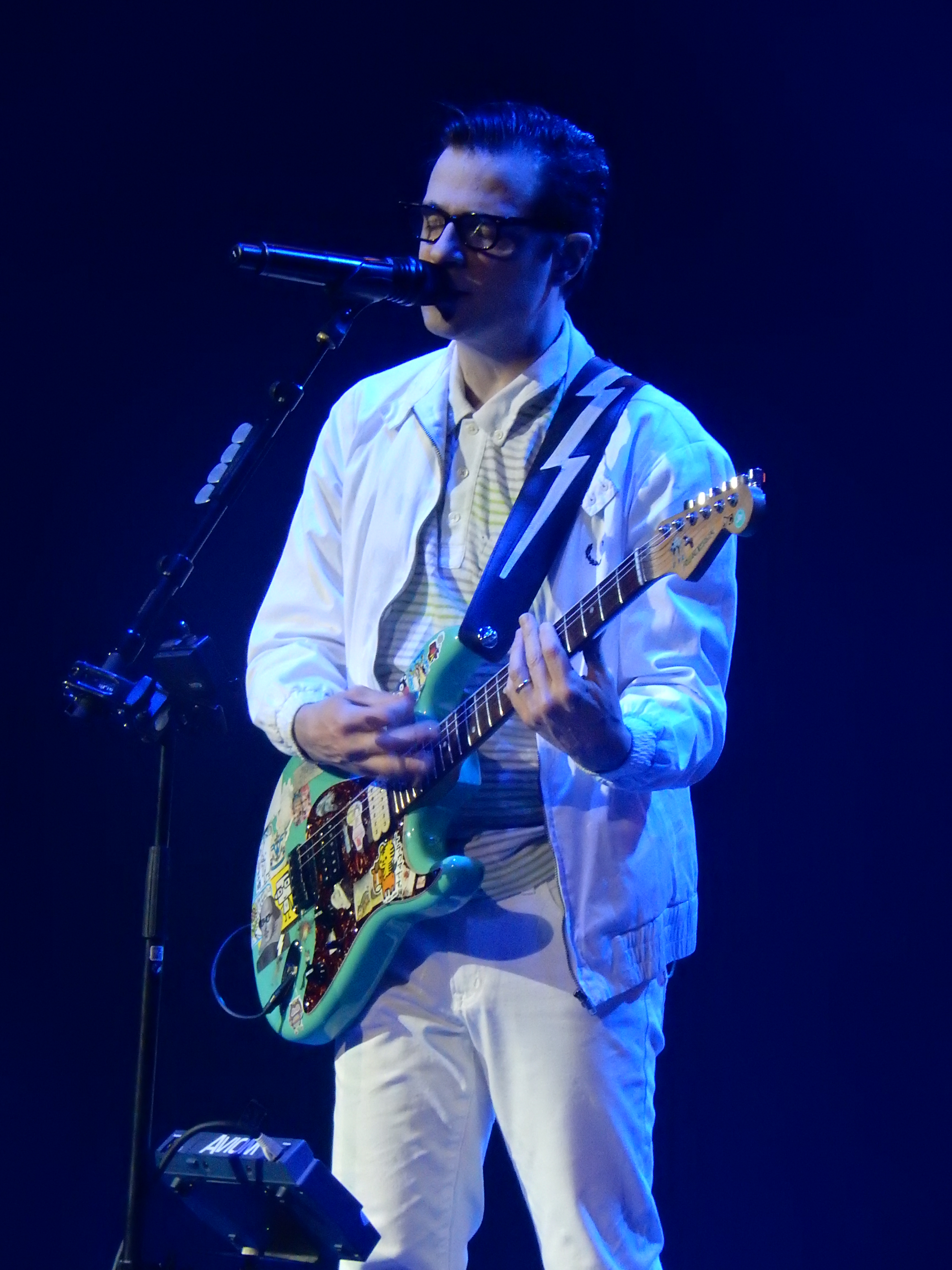
Cuomo con Weezer en Brixton Academy en 2016.

El proceso de Cuomo de escribir letras implica escribir pensamientos de corriente de conciencia en su diario, resaltar líneas interesantes y agregarlas a una hoja de cálculo organizada por la cantidad de sílabas que contienen y el énfasis fuerte o débil. Cuando llega a escribir una canción, encuentra líneas que se ajustan a la melodía y las ensambla de una manera que sugiere una historia. Rara vez usa malas palabras en sus letras, ya que «Weezer surgió en un momento en que Jane's Addiction lanzó Nothing's Shocking; todos intentaban ser controvertidos. Miramos hacia atrás, a los días del rock and roll anteriores a las drogas, a las imágenes limpias de los Beach Boys. Eso se sentía, irónicamente, rebelde». Ha experimentado con varios métodos de «concentración», como el ayuno, para ayudarlo a escribir canciones. Tiene un rango vocal de tenor.
En 2016, Cuomo explicó el proceso que utilizó para escribir álbumes como The White Album (2016). Mantiene listas de reproducción de música en Spotify con progresiones de acordes que utiliza como inspiración. A veces usa el piano para escribir melodías vocales que sus músculos vocales serían «demasiado vagos» para crear. Por el contrario, improvisa melodías vocales para escribir solos de guitarra, para evitar los hábitos de guitarra y crear solos «que puedes cantar» con «espacio en ellos» para poder respirar. Al mismo tiempo, mientras trabajaba en el álbum, abrió una cuenta de Tinder con la descripción «No busco encuentros sexuales, solo intento tener nuevas experiencias y obtener algunas ideas para canciones» y usó en sus canciones fragmentos de conversaciones que tuvo en la aplicación.
A finales de los años 1990, creó una «enciclopedia del pop»: una carpeta en la que examinaba canciones de pop y rock de artistas como Nirvana, Green Day y Oasis. También ha realizado listas de canciones propias analizando las razones de su éxito o fracaso, y calculando fractales y factores. A lo largo de los años Weezer realizó alrededor de cien versiones de otros artistas. Mediante un programa, Cuomo obtuvo la lista de canciones más populares anteriores a 1994 que no estaban etiquetadas como «rock clásico» o «rock alternativo». Después de seleccionar de entre doscientas canciones, la banda grabó un álbum de covers, The Teal Album, en 2019.

### Influencias
Cuomo reconoció a The Beach Boys como una gran influencia en sus primeras composiciones: 

Recuerdo que cuando tenía veintiuno o veintidós años, justo cuando Weezer se formaba. Fui a la tienda de discos usados local en Santa Mónica con la intención de comprar un álbum clásico que iba a ser una gran influencia para mí y mi escritura para Weezer. Hojeé todos los discos y los reduje a dos. Uno de ellos era Led Zeppelin, el otro era Pet Sounds de los Beach Boys. Fue casi como lanzar una moneda, pero terminé eligiendo Pet Sounds y realmente llegué a amar las melodías, la progresión de acordes y la emoción de ese disco. Tiene que ser una de las mayores influencias de cuando Weezer comenzaba.

El trabajo de Giacomo Puccini también influenció sus composiciones, en particular las óperas Aida (1871) y Madama Butterfly (1904), que escuchó de forma regular en la gira con Weezer después del Blue Album. La ópera rock Jesus Christ Superstar (1970) y el musical Los miserables (1980), influyeron en la composición de Pinkerton y Songs from the Black Hole. Ric Ocasek, líder de The Cars y productor del Blue Album, convenció a Cuomo de cambiar de guitarra y usar configuraciones diferentes de amplificador y pastillas para grabar el álbum, lo que cambió el sonido previo de la banda. Décadas más tarde, el cantante de Weezer afirmó: «Hemos usado esas guitarras, ese sonido, desde entonces».
Sus primeras influencia provenieron del heavy metal de los años 1970 y 80, de bandas como Ratt, Mötley Crüe, Quiet Riot, Iron Maiden, Judas Priest y Metallica, entre otras. Como guitarrista, estuvo influenciado por Ace Frehley, Yngwie Malmsteen, James Hetfield, Paul Gilbert y los guitarristas de bandas como Scorpions y Cacophony. Además de The Beach Boys, en su primer trabajo con Weezer recibió la influencia de Pixies, Nirvana, The Velvet Underground y The Beatles, bandas cuyas «canciones eran muy simples pero muy poderosas». Otras influencias de Cuomo incluyen a Kiss, Cat Stevens, Slayer, Lou Barlow, The Who, Stevie Ray Vaughan, Elliott Smith, Mike Smith y Sonic Youth, algunos de ellas mencionadas en la canción de Weezer de 2008 «Heart Songs». Previo al lanzamiento del Green Album se presentó junto a los miembros de Weezer bajo el pseudónimo de Goat Punishment, banda con la que tocaron sets con canciones únicamente de Nirvana y Oasis.

## Equipo

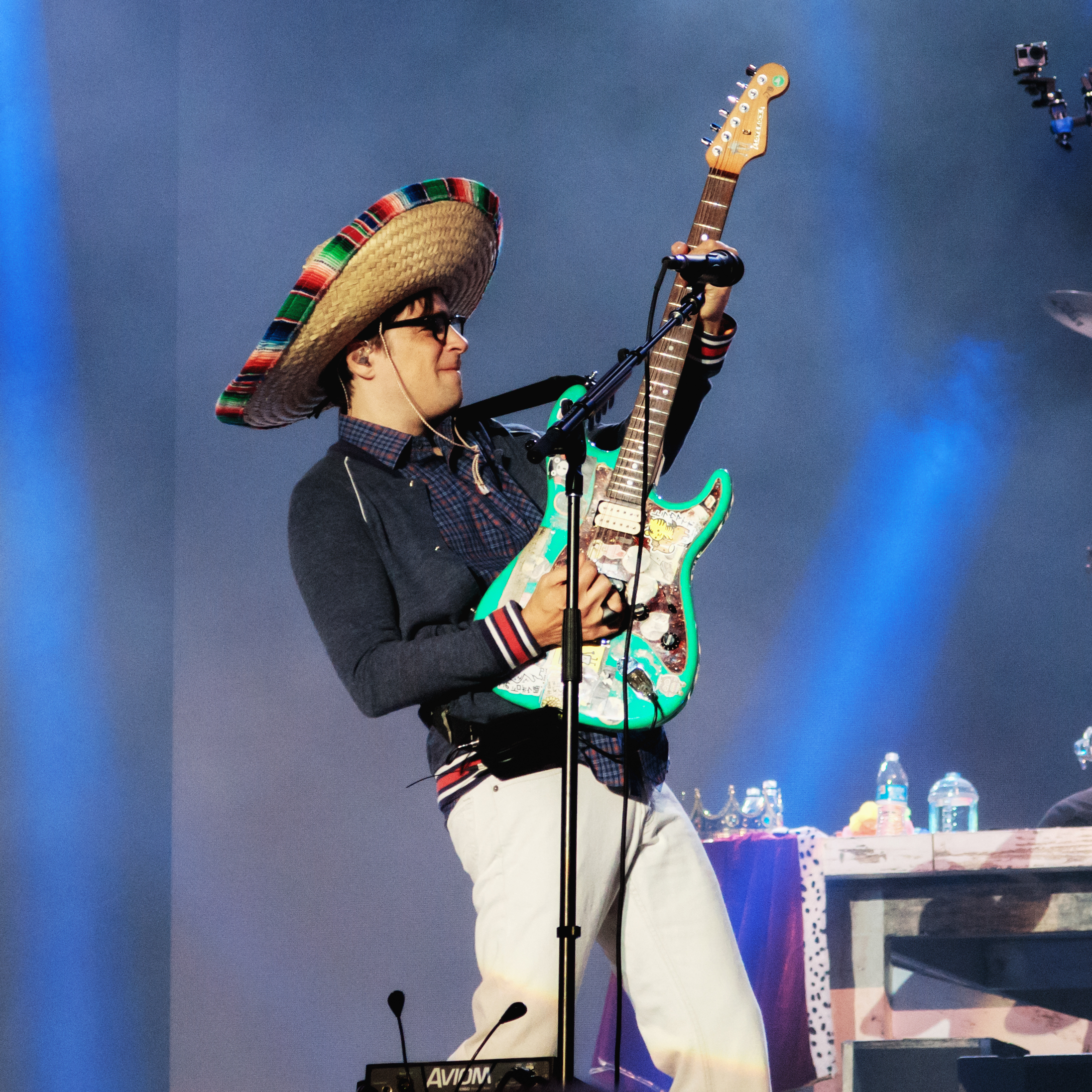
Cuomo en 2017.

Durante sus inicios como cantante, solía afinar su guitarra bajando medio tono porque le permitía alcanzar notas más agudas. Después de Pinkerton, comenó a afinarla de manera tradicional. Cuomo grabó The Blue Album con una Gibson Les Paul Special —una variación de la guitarra Gibson Les Paul— y una Fender Jaguar que le prestó el productor Ric Ocasek. Su amplificador era un Mesa Boogie Mark I antiguo. Para las giras, inicialmente utilizó una copia sónica de una Fender Stratocaster Warmoth azul con pastillas Seymour Duncan y DiMarzio junto con amplificadores Marshall. Esa guitarra fue destruida a finales de 1997. En los años siguientes, ha utilizado copias adicionales de Warmoth Strat (en azul, verde espuma de mar, negro y amarillo), así como una Gibson SG blanca con una pastilla de puente Seymour Duncan. Durante el Hella Mega Tour en 2021, usó una Jackson Rhoads, lo que podría ser un homenaje a Randy Rhoads. Las guitarras están conectadas a un amplificador Kemper Profiler.
En Maladroit usó una Gibson Explorer con un amplificador Marshall JCM2000. Para el álbum Van Weezer, también de influencias hard rock y heavy metal, usó múltiples guitarras, principalmente una Tom Anderson Pro-Am, una Gibson Les Paul Junior, una Gibson '61 SG Reissue y una  Ibanez Explorer; en menor medida también se usó una Gibson Les Paul DC Pro, una vintage '60s Gibson SG, una Epiphone SG, una 1965 Epiphone Cortez acústica y la Fender Stratocaster Warmoth. Al mismo tiempo se usó un viejo amplificador Mesa/Boogie Mark I, similar al que se había usado para The Blue Album, y pedales Ibanez Tube Screamer.

## Vida personal
Cuomo hizo un voto de abstinencia sexual desde 2003 hasta su matrimonio en 2006, y consideró que su celibato tuvo un impacto positivo en Make Believe (2005) de Weezer. El 18 de junio de 2006, se casó con Kyoko Ito, a quien conoció en marzo de 1997 en uno de sus conciertos como solista en el club Middle East de Cambridge, Massachusetts. Le propuso matrimonio en Tokio poco antes de la Navidad de 2005. La boda se celebró en una playa de Paradise Cove en Malibú y asistieron todos los miembros pasados y presentes de Weezer (excepto Mikey Welsh), así como Rick Rubin. La pareja tiene dos hijos: Mia, nacida en 2007, y Leo, nacido en 2011.
Cuomo nació con piernas de la misma longitud, pero a medida que alcanzó su altura máxima, su pierna derecha creció casi dos pulgadas más que la izquierda. Tras el éxito del Blue Album, se sometió al procedimiento de Ilizarov para corregir la afección. Esto implicó la fractura quirúrgica del hueso de su pierna, seguido de varios meses de uso de un aparato ortopédico de acero que requería un «estiramiento» autoadministrado de la pierna cuatro veces al día; Cuomo comparó la terrible experiencia con «crucificar [su] pierna».
Desde 2003 empezó a practicar dos horas de meditación por día, todos los días. Fue el productor Rick Rubin quien, mientras se encontraban grabando Make Believe, le sugirió hacer meditación. En un principio, el músico se negó por creer que hacerlo le eliminaría «la angustia que es necesaria para ser artista». Sin embargo, más tarde se interesó en la idea e hizo un retiro de meditación tibetano-budista. Practica la meditación Vipassana y fue alumno de S. N. Goenka. Hacia mediados de 2009, también enseñaba meditación a niños según las enseñanzas de S. N. Goenka. El músico ayudó a adquirir los derechos musicales y brindó apoyo financiero a un documental de 2007 titulado The Dhamma Brothers sobre la meditación Vipassana que se instituyó en una prisión estatal de Alabama. De acuerdo con Cuomo, la meditación le permitió mejorar su creatividad y concentración en su trabajo como músico y mantener unido a Weezer. Asimismo, lo ha ayudado con sus luchas internas e inseguridades sobre sí mismo, y a concentrarse en sus valores fundamentales, lo que lo impulsó a casarse y tener hijos. Después de casi dos décadas de practicar la meditación, sostuvo: «Cuando comencé, fue específicamente: "Estoy haciendo esto para poder escribir mejores canciones". Ahora es un poco más amplio: sólo quiero una vida mejor, sea lo que sea que eso signifique».
Cuomo ha sido vegetariano desde la infancia. En 2002, le dijo a un entrevistador que le gustaría empezar a comer carne con regularidad y afirmó que lo había hecho en el pasado, comiendo «una especie de carne de res asada en Tokio». No obstante, desde que comenzó a meditar y seguir firmemente los preceptos dados por el buda, continuó siendo vegetariano, además de no consumir ni drogas ni bebidas alcohólicas.
Cuomo era fanático del fútbol a una edad temprana. Heredó su afición por dicho deporte de su padre, de ascendencia italiana nacido Nueva York. Escribió una canción, «My Day Is Coming», en homenaje a la selección de fútbol de los Estados Unidos en 2006, y en 2010 escribió «Represent», un «himno no oficial» para el equipo estadounidense, que fue lanzado como sencillo de Weezer en 11 de junio, el día antes del partido inaugural de la Copa Mundial del equipo contra Inglaterra. A principios de 2008, Cuomo jugó en el Mia and Nomar Celebrity Soccer Challenge y anotó un gol en el juego. El video de «Lover in the Snow», del álbum Alone, trata sobre este juego y su amor por el fútbol mientras crecía. En agosto de 2009, participó en el torneo benéfico de fútbol 5v5 de Atletas de África en Toronto, Canadá, junto al actor Michael Cera.
En junio de 2006, se graduó cum laude con una Licenciatura en Inglés de la Universidad de Harvard y fue elegido miembro de Phi Beta Kappa. Más tarde, en un período de tres años, completó el curso CS50, un programa intruductorio a las ciencias de la computación de Harvard. Uno de sus pasatiempos incluye la programación de computadoras, utiliza Python y tiene un perfil de GitHub. Ha estado activo en las redes sociales pero  limitando su exposición a ellas, configurando su computadora para poder acceder solamente un par de horas un día a la semana. El cantante reveló que utilizó un programa que publicaba en su Twitter personal tres veces al día y que de sus publicaciones en las redes «probablemente solo el veinte por ciento» sean escritas por él mismo. En 2021 programó una plataforma de streaming llamada Weezify, donde presentó a sus seguidores cerca de 3500 de demos de Weezer. Más tarde abrió un servidor de Discord para albergar a su comunidad de seguidores, similar a los foros de mensajes de Weezer de 2001 y las cartas de fanáticos de 1996.

## Discografía
Con Weezer
- Weezer (The Blue Album) (1994)
- Pinkerton (1996)
- Weezer (The Green Album) (2001)
- Maladroit (2002)
- Make Believe (2005)
- Weezer (The Red Album) (2008)
- Raditude (2009)
- Hurley (2010)
- Everything Will Be Alright in the End (2014)
- Weezer (The White Album) (2016)
- Pacific Daydream (2017)
- Weezer (The Teal Album) (2019)
- Weezer (The Black Album) (2019)
- OK Human (2021)
- Van Weezer (2021)

Como solista
- Alone: The Home Recordings of Rivers Cuomo (2007)
- Alone II: The Home Recordings of Rivers Cuomo (2008)
- Not Alone – Rivers Cuomo and Friends: Live at Fingerprints (2009)
- Alone III: The Pinkerton Years (2011)

Demos lanzados en Weezify
- Alone IV: Before Weezer (2020)
- Alone V: The Blue-Pinkerton Years (2020)
- Alone VI: The Black Room (2020)
- Alone VII: The Green Years (2020)
- Alone VIII: The Maladroit Years (2020)
- Alone IX: The Make Believe Years (2020)
- Alone X: The Red-Raditude-Hurley Years (2020)
- Alone XI: The EWBAITE Years (2020)
- Alone XII: The White Year (2020)
- Alone XIII: The Pacific Daydream Years (2021)

Con Scott and Rivers
- スコット と リバース (Scott & Rivers) (2013)
- ニマイメ (The Second One) (2017)

Homie
- «American Girls» (soundtrack de Meet The Deedles) (1998)

Sencillos
- Medicine For Melancholy (2018)
- Anak Sekolah (2022)